# Port lotniczy Fuaʻamotu
Port lotniczy Fuaʻamotu (IATA: TBU, ICAO: NFTF) – międzynarodowy port lotniczy położony 35 km od Nukuʻalofa, na wyspie Tongatapu, w Tonga.

## Linie lotnicze i połączenia
Międzynarodowe:
- Air New Zealand (Apia, Auckland, Los Angeles)
- Air Pacific (Nadi, Suva)
- Virgin Blue
  - Pacific Blue (Sydney, Auckland)
- Polynesian Airlines (Apia)

Krajowe:
- Peau Vavaʻu (Haʻapai, Vavaʻu)
- Airlines Tonga (Eua, Haʻapai, Vavaʻu, Nuiatoputapu, Nuiafoʻou)